# Rauch (município)
Rauch é um partido (município) da província de Buenos Aires, na Argentina. Possuía, de acordo com estimativa de 2019, 16.083 habitantes.